# نجاة أعتابو
نجاة اعتابو (9 مايو 1960 -)، مغنية وملحنة وشاعرة مغربية. ربما أكثر أغانيها شهرة «هادى كدبة باينة»، والتي أخذ منها جزء لأغنية غالفانيز Galvanize لذا تشيميكال براذرز. اشتهرت في الثمانينات بأغانيها الشعبية بالعامية المغربية. اشتهرت نجاة اعتابو بفضل موهبتها وزميلها المطرب الحاج الحسين الذي اكتشف صوتها عام 1983. وهي اليوم واحدة من أكثر المغنيات شعبية في المغرب حيث بيع من ألبومها الأول «جوني مار» 500 ألف نسخة.

## النشأة
نجاة أعتابو ولدت لأسرة فقيرة مع 5 أشقاء و 4 شقيقات. حلمت نجاة أن تصبح محامية، ولكن أخذت حياتها مجرى أخر. الغناء كان الشئ المحبب اليها فعله وكانت تغنى كل صباح أثناء ذهابها إلى المدرسة. في سن الثالثة عشر كانت نجاة تتسلل من نافذة غرفتها لكى تغنى في الأفراح الشعبية وحفلات المدرسة لأجل المال، وفي واحدة من تلك الحفلات، قام أحد الضيوف بتسجيل صوتها على شريط تسجيل. وتم بيع التسجيل بطريقة غير قانونية وانتشر في أنحاء المغرب وأصبحت لأغنية «جوني مار» شعبية خاصة. سرعان ما اكتشفت عائلة نجاة أنها تغنى ولم يقبلوا باختيارها للغناء كمهنة. هدد اخوتها بقتلها إذا استمرت في الغناء. قررت نجاة الهروب من المنزل بعد أن شعرت بالخوف، وكان أول اختيار لها للهروب المتجر الموسيقي لانهم «كانوا يعزفوا الموسيقى هناك» كما قالت لاحقا. وفي يوم ما دخل إلى المتجر المنتج الموسيقي المغربى مصطفى الميلز يبحث عن نجاة أعتابو بعد سماعه لأغنية «جوني مار» وطلب منها أن تثق به وتذهب معه إلى كازبلانكا، ذهبت نجاة إلى كازبلانكا حيث أقامت لمدة 3 سنوات. وعاشت مع والدة المنتج الموسيقي، بعد ذلك وجدتها عائلتها وتفهموا امر غنائها.

## السيرة
نجاة أعتابو بما أنها كاتبة أغانى ومغنية شانسون مغربى تكلمت عن حياة المرأة المغربية المعاصرة وحاولت تحسين الحركة النسوية في المغرب، في عام 1992 سجلت أغنية «هادي كدبة باينة» أكبر نجاح لها حيث اشتهرت في أنحاء الوطن العربى، أسبانيا وفرنسا. «هادي كدبة باينة» أغنية عن امرأة قام زوجها بخيانتها، أغنية أخرى «شوفى غيره» عن امرأة على علاقة برجل متزوج. وقد أثارت أغانى نجاة أعتابو الجدل على الصعيد السياسي والاجتماعى في المغرب وساعدت كثيرا في مجال المرأة.
نجاة أيضا شاركت في فيلم "Morocco Swings" وهو عن جيلين من المغنيين المغاربة.

## الحياة الشخصية
نجاة أعتابو تزوجت من المنتج الموسيقي المغربى حسن ديكوك ولديها طفلين سامية ديكوك ووليد ديكوك، وبعد طلاقها من حسن ديكوك تزوجت مراد مدير اعمالها الحالي، وحاليا تقيم نجاة في فرنسا والمغرب ولازالت تسجل أغانى.

## ألبومات
- 1991: The Voice of the Atlas
- 1997: Country Girls & City Women
- 1998: Najat Aâtabou
- 2001: La Diva marocaine

## وصلات داخلية
- شعبي
- موسيقى المغرب
- ثقافة المغرب
- تاريخ المغرب

## وصلات خارجية
- نجاة أعتابو على موقع ميوزك برينز (الإنجليزية)
- نجاة أعتابو على موقع أول ميوزيك (الإنجليزية)
- نجاة أعتابو على موقع ديسكوغز (الإنجليزية)

- الموقع الرسمي على الانترنيت www.najataatabou.com
- (فيديو) وثائقي عن حياة نجاة عتابو